# Liste der Star-Wars-Hörspiele
Dieser Artikel gibt einen Überblick über die Hörspiele, die im fiktiven Star-Wars-Universums spielen und im englisch- und deutschsprachigen Raum veröffentlicht wurden.
Das Franchise wurde im Jahr 1977 vom US-amerikanischen Filmemacher George Lucas mit dem Kinofilm Krieg der Sterne begründet. Auf dessen Grundlage wurden ebenfalls erste Hörspiele produziert, die zunächst in den 1980er-Jahren durch Adaptionen der zwei weiteren Teile der Original-Trilogie fortgesetzt wurden. Mit dem immer größer werdenden Franchise, insbesondere durch das Erweiterte Universum wurden zunehmend weitere Geschichten abseits der Spielfilme als Hörspiel veröffentlicht.

## Allgemeine Informationen
Die Star-Wars-Hörspiele basieren zum Großteil auf den bekannten Kinofilmen. Im Laufe der Zeit gerieten zusätzlich andere Beiträge aus dem Star-Wars-Universum in den Fokus zu Hörspielumsetzungen, zum Beispiel Belletristik, Comics, Fernsehserien oder auch Videospiele.
Bei den Kinofilmumsetzungen wird üblicherweise die Tonspur des Films zu Grunde genommen, Szenen und Dialoge deutlich reduziert und das Geschehen wird dem Hörer zusätzlich durch einen Erzähler näher gebracht.
Bei Umsetzungen von anderen Medien ist es in Deutschland üblich, dass die bekannten Synchronsprecher aus den Filmen erneut in ihre Rolle springen. Zusätzlich werden bekannte Toneffekte und Musikstücke aus den Filmen verwendet, um eine dichte Atmosphäre zu erschaffen.
Die US-amerikanischen Adaptionen werden vergleichbar produziert, können jedoch in den seltensten Fällen auf alle originalen Sprecher bzw. Schauspieler zurückgreifen.
Anthony Daniels, Billy Dee Williams und zeitweise Mark Hamill leihen in US-amerikanischen Adaptionen deren Figuren ihre Stimme.

## Übersichtstabelle
| Jahr      | Titel                                             | Label                      | Grundlage                                       | Anmerkung |
| --------- | ------------------------------------------------- | -------------------------- | ----------------------------------------------- | --- |
| 1978      | Krieg der Sterne                                  | Philips                    | Krieg der Sterne                                | Die gekürzte Tonspur des Kinofilms mit einem Erzähler. |
| 1979      | Krieg der Sterne                                  | Remus                      | Krieg der Sterne                                | Ein Kurzhörspiel, welches die Geschichte des Kinofilms mit neuen Sprechern erzählt. |
| 1980      | Das Imperium schlägt zurück                       | Remus                      | Das Imperium schlägt zurück                     | Ein Kurzhörspiel, welches die Geschichte des Kinofilms mit neuen Sprechern erzählt. |
| 1981      | Star Wars: The Original Radio Drama               | National Public Radio      | Krieg der Sterne                                | Eine US-amerikanische Adaption, welche die Geschichte des Kinofilms mit neuen Sprechern erzählt. Es ist ausschließlich in englischer Sprache erschienen.                                    |
| 1983      | Die Rückkehr der Jedi-Ritter                      | MC Buena Vista             | Die Rückkehr der Jedi-Ritter                    | Die gekürzte Tonspur des Kinofilms mit einem Erzähler. |
| 1983      | Die Rückkehr der Jedi-Ritter                      | Remus                      | Die Rückkehr der Jedi-Ritter                    | Ein Kurzhörspiel, welches die Geschichte des Kinofilms mit neuen Sprechern erzählt. |
| 1983      | The Empire Strikes Back: The Original Radio Drama | National Public Radio      | Das Imperium schlägt zurück                     | Eine US-amerikanische Adaption, welche die Geschichte des Kinofilms mit neuen Sprechern neu erzählt. Es ist ausschließlich in englischer Sprache erschienen.                                |
| 1987–1988 | Ewoks                                             | Karussell                  | Die Ewoks                                       | Eine Hörspielreihe, welche auf der gleichnamigen Zeichentrickserie basiert. |
| 1994      | Dark Empire                                       | HighBridge Audio           | Dark Empire                                     | Eine US-amerikanische Adaption in zwei Teilen, basierend auf der Geschichte des gleichnamigen Comics. Sie sind ausschließlich in englischer Sprache erschienen.                             |
| 1996      | Return of the Jedi: The Original Radio Drama      | National Public Radio      | Die Rückkehr der Jedi-Ritter                    | Eine US-amerikanische Adaption, welche die Geschichte des Kinofilms mit neuen Sprechern neu erzählt. Es ist ausschließlich in englischer Sprache erschienen.                                |
| 1997–1998 | Dark Forces                                       | HighBridge Audio           | Star Wars: Dark Forces                          | Eine US-amerikanische Adaption in drei Teilen, basierend auf der Geschichte des gleichnamigen Videospiels. Sie sind ausschließlich in englischer Sprache erschienen.                        |
| 2004      | Krieg der Sterne                                  | Folgenreich                | Krieg der Sterne                                | Die gekürzte Tonspur des Kinofilms mit einem Erzähler. |
| 2004      | Das Imperium schlägt zurück                       | Folgenreich                | Das Imperium schlägt zurück                     | Die gekürzte Tonspur des Kinofilms mit einem Erzähler. |
| 2004      | Die Rückkehr der Jedi-Ritter                      | Folgenreich                | Die Rückkehr der Jedi-Ritter                    | Die gekürzte Tonspur des Kinofilms mit einem Erzähler. |
| 2005      | Star Wars Episode I – Die dunkle Bedrohung        | Folgenreich                | Star Wars: Episode I – Die dunkle Bedrohung     | Die gekürzte Tonspur des Kinofilms mit einem Erzähler. |
| 2005      | Star Wars Episode II – Angriff der Klonkrieger    | Folgenreich                | Star Wars: Episode II – Angriff der Klonkrieger | Die gekürzte Tonspur des Kinofilms mit einem Erzähler. |
| 2005      | Star Wars Episode III – Die Rache der Sith        | Folgenreich                | Star Wars: Episode III – Die Rache der Sith     | Die gekürzte Tonspur des Kinofilms mit einem Erzähler. |
| 2007      | Star Wars – Labyrinth des Bösen                   | Folgenreich                | Labyrinth des Bösen                             | Eine auf dem gleichnamigen Roman basierende Hörspieladaption, dessen Geschichte unmittelbar vor Episode III spielt. Erschienen in drei Einzelteilen.                                        |
| 2008      | Star Wars – Dark Lord                             | Folgenreich                | Dunkler Lord – Der Aufstieg des Darth Vader     | Eine auf dem gleichnamigen Roman basierende Hörspieladaption. Erschienen in vier Einzelteilen.                                                                                              |
| 2011–2014 | Star Wars: The Clone Wars                         | Folgenreich                | Star Wars: The Clone Wars                       | Insgesamt 44 Episoden der gleichnamigen Fernsehserie wurden als Hörspiel adaptiert. Dabei wurde die Tonspur gerafft und mit einem Erzähler erweitert.                                       |
| 2012–2013 | Star Wars – Erben des Imperiums                   | Wortart As Media GmbH      | Erben des Imperiums                             | Band 1 der Thrawn-Trilogie von Timothy Zahn. Erschienen in vier Einzelteilen. |
| 2013      | Star Wars – Die dunkle Seite der Macht            | Wortart As Media GmbH      | Die dunkle Seite der Macht                      | Band 2 der Thrawn-Trilogie von Timothy Zahn. Erschienen in fünf Einzelteilen. |
| 2014      | Star Wars – Das letzte Kommando                   | Wortart As Media GmbH      | Das letzte Kommando                             | Band 3 der Thrawn-Trilogie von Timothy Zahn. Erschienen in fünf Einzelteilen. |
| 2014–2017 | Star Wars: Rebels                                 | Folgenreich                | Star Wars Rebels                                | Insgesamt 34 Episoden der gleichnamigen Fernsehserie wurden als Hörspiel adaptiert, inkl. des Pilots Funke der Rebellion. Dabei wurde die Tonspur gerafft und mit einem Erzähler erweitert. |
| 2018      | Star Wars Episode I – Die dunkle Bedrohung        | Walt Disney Records        | Star Wars: Episode I – Die dunkle Bedrohung     | Neuauflage von 2005. |
| 2018      | Star Wars Episode II – Angriff der Klonkrieger    | Walt Disney Records        | Star Wars: Episode II – Angriff der Klonkrieger | Neuauflage von 2005. |
| 2018      | Star Wars Episode III – Die Rache der Sith        | Walt Disney Records        | Star Wars: Episode III – Die Rache der Sith     | Neuauflage von 2005. |
| 2018      | Star Wars – Eine neue Hoffnung                    | Walt Disney Records        | Krieg der Sterne                                | Neuauflage von 2004. |
| 2018      | Star Wars – Das Imperium schlägt zurück           | Walt Disney Records        | Das Imperium schlägt zurück                     | Neuauflage von 2004. |
| 2018      | Star Wars – Die Rückkehr der Jedi-Ritter          | Walt Disney Records        | Die Rückkehr der Jedi-Ritter                    | Neuauflage von 2004. |
| 2018      | Star Wars – Das Erwachen der Macht                | Walt Disney Records        | Star Wars: Das Erwachen der Macht               | Die gekürzte Tonspur des Kinofilms mit einem Erzähler. |
| 2018      | Star Wars – Die letzten Jedi                      | Walt Disney Records        | Star Wars: Die letzten Jedi                     | Die gekürzte Tonspur des Kinofilms mit einem Erzähler. |
| 2018      | Rogue One: A Star Wars Story                      | Walt Disney Records        | Rogue One: A Star Wars Story                    | Die gekürzte Tonspur des Kinofilms mit einem Erzähler. |
| 2018      | Solo: A Star Wars Story                           | Walt Disney Records        | Solo: A Star Wars Story                         | Die gekürzte Tonspur des Kinofilms mit einem Erzähler. |
| 2019      | Dooku – Jedi Lost                                 | Walt Disney Records        | Dooku – Der verlorene Jedi                      | Eine auf dem gleichnamigen Roman basierende Hörspieladaption, welche nur in englischer Sprache erschienen ist.                                                                              |
| 2020      | Star Wars – Der Aufstieg Skywalkers               | Walt Disney Records        | Star Wars: Der Aufstieg Skywalkers              | Die gekürzte Tonspur des Kinofilms mit einem Erzähler. |
| 2020      | Doctor Aphra: An Audiobook Original               | Penguin Random House Audio | Darth Vader (Comicreihe)                        | Eine Geschichte angelehnt an die Comicreihe Darth Vader. Diese Hörspieladaption ist exklusiv in englischer Sprache erschienen.                                                              |
| 2023      | The Mandalorian: Staffel 1                        | Walt Disney Records        | The Mandalorian                                 | Die erste Staffel der gleichnamigen Serie. |